# Telegrama Zimmermann

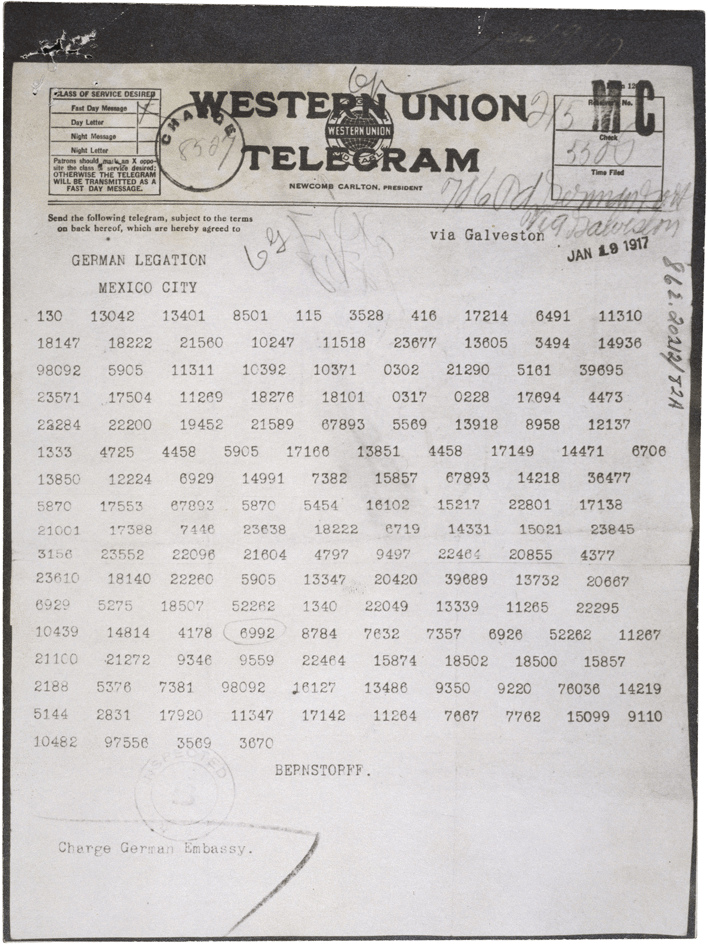
El Telegrama Zimmermann tal com va ser enviat per l'ambaixador alemany a Washington a l'ambaixador a Mèxic. Cada paraula xifrada va ser tramesa en un grup de quatre o cinc números fent servir un llibre de codis.

El Telegrama Zimmermann fou un telegrama enviat pel secretari d'Afers exteriors de l'imperi Alemany, Arthur Zimmermann, el 16 de gener de 1917, a l'ambaixador alemany a Mèxic, Heinrich von Eckardt, durant la Primera Guerra Mundial. En aquest telegrama s'instruïa a l'ambaixador perquè s'adrecés al Govern mexicà amb una proposta per a formar una aliança contra els Estats Units. Va ser interceptat pels britànics, i el seu contingut va accelerar l'entrada dels Estats Units en la guerra.

## Contingut del telegrama
El missatge inicial de Zimmermann incloïa propostes d'aliança entre Mèxic i Alemanya, mentre que Alemanya encara tractava de romandre neutral davant dels Estats Units. Com que la intenció d'Alemanya era iniciar aviat una guerra submarina sense restriccions, en el cas que aquesta política fallés, la nota suggeria que el Govern mexicà hauria d'unir-se a la causa alemanya i atacar els Estats Units. Alemanya es comprometia a oferir assistència econòmica i a retornar a Mèxic els territoris de Texas, Nou Mèxic i Arizona, que Mèxic havia perdut en la Guerra Mèxic-Estats Units, pels Tractats de Guadalupe-Hidalgo en 1848.

### Traducció al català
«Ens proposem començar el primer de febrer la guerra submarina sense restricció. Malgrat això, ens esforçarem per a mantenir als Estats Units d'Amèrica neutrals. En cas de no tenir èxit, proposem una aliança amb Mèxic sobre les següents bases: fer la guerra junts, fer la pau junts, ajuda financera abundant i l'enteniment per la nostra part que Mèxic reconquerirà el territori perdut a Nou Mèxic, Texas i Arizona.
Cal informar de tot això al president (de Mèxic) el més secretament possible tan aviat com la guerra amb els Estats Units d'Amèrica estigui a punt d'esclatar. Suggereixo també que el President de Mèxic consideri la possibilitat de convidar el Japó, a iniciativa pròpia, a adherir-se immediatament a aquest pla i, al mateix temps, oferir la seva mediació entre Japó i nosaltres.
Li prego que també faci notar al President que la utilització despietada dels nostres submarins, ofereix la perspectiva d'obligar Anglaterra a fer les paus en pocs mesos.»

## Intercepció britànica
El Telegrama Zimmermann va ser interceptat i desxifrat de manera suficient per a poder llegir un esbós del seu contingut, pels criptògrafs Nigel de Grey i William Montgomery de la unitat de la Intel·ligència Naval Britànica coneguda com a Room 40, a càrrec de l'almirall William R. Hall. Això va ser possible perquè el codi criptogràfic utilitzat per l'Oficina d'Afers exteriors alemanya (anomenat codi 0075) havia estat analitzat i parcialment desxifrat, es diu que utilitzant missatges ja desxifrats i un llibre de codis anterior capturat per Wilhelm Wassmus, un agent alemany que treballava a l'Orient Mitjà.
El Govern britànic, que volia fer públic el contingut incriminatori del telegrama, es trobava amb un dilema: si feien públic el telegrama, els alemanys suposarien, amb raó, que el seu codi havia estat trencat; si no ho feien, perdrien una oportunitat d'or perquè els nord-americans s'unissin a la guerra i inclinessin la balança cap al costat aliat, ja que el missatge va ser enviat durant un període que els sentiments antialemanys es vivien amb particular intensitat: els alemanys havien torpedinat, per error, el RMS Lusitania, un vaixell de passatgers britànic, amb la pèrdua de diversos centenars de vides nord-americanes que hi viatjaven.
Hi havia un altre problema més crític: no es podia mostrar el telegrama al Govern dels Estats Units. A causa de la seva importància, el missatge havia estat enviat des de Berlín a l'ambaixador alemany a Washington DC, el comte Johann Heinrich von Bernstorff, per a ser retransmès a l'ambaixador a Mèxic, von Eckardt, per tres rutes separades. Els britànics havien obtingut el telegrama per una d'aquestes línies, la que els nord-americans havien cedit als alemanys per a comunicacions privades, en un esforç per a accelerar el projecte pacifista del President Woodrow Wilson. Els alemanys no estaven preocupats pel seu ús, atès que els missatges anaven xifrats, que els Estats Units no tenien tecnologia de xifrat, i que els nord-americans no llegien (en aquest temps) els missatges diplomàtics d'altres nacions. El telegrama havia partit de l'ambaixada nord-americana a Berlín amb rumb a Copenhaguen i, d'aquí, via cable submarí amb rumb als Estats Units a través de l'estació repetidora de Land's End, a Gran Bretanya, on els britànics monitoraven secretament les comunicacions, sense que ho sabés el govern dels Estats Units. Si els britànics revelaven l'origen del telegrama, s'hagués comès suïcidi polític, ja que això hagués estat admetre que també es controlaven les comunicacions nord-americanes. Hi ha qui pensa que en aquest cas, els Estats Units no haguessin declarat la guerra a Alemanya, i possiblement les potències centrals haguessin resistit més temps o fins i tot guanyat la guerra.
El Govern britànic va estimar que l'ambaixada alemanya a Washington, D.C. enviaria el missatge a Mèxic usant el sistema telegràfic comercial, i que, per tant, una còpia podria trobar-se a l'oficina de telègrafs de la Ciutat de Mèxic. En cas d'obtenir-ne una còpia, aquesta podria ser passada al govern dels Estats Units amb l'excusa que havia estat obtinguda per espionatge a Mèxic, sense fer referència a l'origen del descobriment. Per tant, es va contactar amb un agent a Mèxic, conegut només com el Senyor H, que va obtenir una còpia del telegrama. Per a satisfacció dels agents britànics, el telegrama a l'ambaixador a Mèxic havia estat enviat utilitzant un codi vell, que podia ser desxifrat en la seva totalitat, pressumiblement perquè l'ambaixada a Mèxic no tenia els codis més nous o perquè no es va considerar que els britànics poguessin interceptar-lo als Estats Units.
El telegrama va ser lliurat per l'Almirall Hall al Ministre de Relacions Exteriors britànic, Arthur James Balfour, qui al seu torn l'hi va donar a l'ambaixador nord-americà a Gran Bretanya, Walter Page, que al seu torn l'hi va enviar al president Woodrow Wilson.

## Conseqüències

### Mèxic
Al cap de poc de rebre's el telegrama, el president Venustiano Carranza va comissionar a un dels seus generals per a verificar la validesa del projecte; la conclusió, com era d'esperar per a una època tan incerta, confirmava que el resultat d'una ofensiva mexicana per a recuperar els seus antics territoris seria desastrós. Tractar de recuperar aquestes tres províncies (no s'ha confirmat si el projecte alemany incloïa Califòrnia) portaria greus conseqüències polítiques i socials per a la població i finalment acabaria en una nova guerra amb els Estats Units. Mèxic també estava mancat de la capacitat per a reubicar a la població angloparlant entre les seves fronteres, ni podia tampoc mobilitzar colons lleials a Mèxic en aquests territoris. A més, Alemanya no estava en condicions de proveir armes a bastament per a les hostilitats que es produirien. D'altra banda, el Govern Mexicà estava més preocupat per l'expedició punitiva sota comandament del General Pershing per a capturar Pancho Villa. En conseqüència, Carranza va declinar l'oferta de Zimmermann el 14 d'abril d'aquest mateix any, quan els Estats Units ja havien entrat a la Gran Guerra, i retirat les seves tropes de territori mexicà. D'aquesta manera, Carranza va ascendir al poder sense assumptes complexos pendents de resoldre, i es va poder dedicar a reorganitzar la política interna de Mèxic.

### Alemanya
En un moviment impredictible, Zimmermann va confirmar l'autenticitat del seu telegrama el 3 de març, i ho va repetir en un discurs el 29 de març. El discurs intentava explicar la seva visió de la situació. Va dir que no havia escrit una carta a Carranza, sinó que li havia donat instruccions al seu ambaixador per una via que li «semblava segura». També va dir que malgrat l'ofensiva submarina, ell esperava que els Estats Units romanguessin neutrals. La seva proposta al Govern Mexicà només seria lliurada si els Estats Units declaraven la guerra, i creia que les seves instruccions eren absolutament lleials envers els Estats Units. De fet, va retreure al president Wilson haver trencat relacions amb Alemanya amb excessiva rudesa després que el telegrama hagués estat interceptat i, per tant, l'ambaixador alemany no va tenir oportunitat per a explicar l'actitud alemanya, ja que el Govern nord-americà havia declinat negociar.
Es pot apreciar que hi havia certa honestedat en el seu discurs, ja que va tenir ocasió per a reflexionar sobre l'impacte del telegrama i els seus efectes. Malgrat això, també es va revelar que Zimmermann estava seriosament desinformat sobre la veritable força dels Estats Units i Mèxic, a més de les delicades relacions entre els dos països veïns. No hi ha dubte que molts mexicans donaven suport a la simple idea d'atacar els Estats Units, un veí poderós amb grans ambicions.

### Estats Units
El sentir popular entre els nord-americans era tant anti-mexicà com anti-alemany. El general John Pershing havia passat ja molt de temps tractant de capturar Pancho Villa, qui era responsable de molts robatoris ramaders als Estats Units, a més de ser l'autor intel·lectual de l'atac a Columbus. Aquesta «expedició punitiva», que havia tingut gran cost tant monetari com polític per al Govern dels Estats Units, va deixar com a resultat final un desgast desastrós per a l'Exèrcit nord-americà i grans guanys monetaris per als habitants de les zones per on es van moure dins de Mèxic. Fins i tot les forces de Pancho Villa van aconseguir apropiar-se d'un avió nord-americà i el van utilitzar per a espiar a l'enemic. El president Wilson, per tant, estava en desacord amb els resultats i preferia detenir la recerca mentre es feien noves eleccions a Mèxic, esperant el nou govern, i la promulgació d'una nova constitució (la Convenció Constitucional es trobava reunida). Les notícies del telegrama van provocar reaccions oposades en els Govern d'ambdós països, atès que aquest tractat, en cas de realitzar-se, implicava que Mèxic hauria de tenir un Govern més amistós envers els interessos dels Estats Units. L'1 de març el Govern nord-americà va publicar el contingut íntegre del telegrama en la premsa. Inicialment el públic nord-americà va preferir creure que el telegrama era un frau dissenyat per a dur-los a la guerra amb el bàndol aliat. Aquesta creença va ser alimentada pels diplomàtics alemanys, mexicans i japonesos, i fins i tot pels pacifistes americans i pro-alemanys, que deien que el telegrama era una falsificació.
Encara que el Telegrama Zimmermann destacava que el que més importava a Alemanya era que els Estats Units romanguessin neutrals mentre s'atacaven els seus enviaments, aquesta confirmació de la seva enemistat bàsica va evocar un flux de sentiments anti-alemanys. Wilson va respondre a aquesta manifestació d'hostilitat cap als Estats Units sol·licitant al Congrés que s'armessin les naus nord-americanes perquè es poguessin defensar de potencials atacs submarins alemanys. Uns quants dies després, el 2 d'abril, Wilson va demanar al Congrés que fos declarada la Guerra a Alemanya. El 6 d'abril el Congrés acceptà, duent als nord-americans a la Gran Guerra.
Els submarins alemanys havien atacat prèviament naus nord-americanes prop de les illes britàniques, de manera que el Telegrama Zimmermann no va ser l'única causa de l'entrada dels Estats Units en la Guerra; però certament va tenir un paper crític fent canviar l'opinió pública sobre el conflicte. Va ser percebut com especialment innoble que el telegrama hagués de passar de l'ambaixada nord-americana a Berlín a l'ambaixada alemanya a Washington abans de passar A Mèxic. Quan es va convèncer el públic nord-americà que el telegrama era real, es va fer inevitable que els Estats Units entressin a la Primera guerra mundial.